# Porto Firme
Porto Firme este un oraș în Minas Gerais (MG), Brazilia.